# Shamo
Shamo (軍鶏, lit. "Galo de briga") é um mangá japonÊs. sobre Ryo Narushima que é uma pessoa normal, até que com 16 anos assassina os pais e é mandado para o reformatório, onde passa a sofrer abusos. Agora, quando começa a se envolver com artes marciais, encontrará uma nova força para viver. 
Shamo começou a ser publicado em 12 de Novembro de 1998, escrito por Izou Hashimoto (橋本以蔵) e desenhado por Tanaka Akio (たなか亜希夫) foi cancelado uma vez pois a editora em que era publicado faliu, mas logo retornou sob outra editora.